# Ꝏ̈
 (août 2020).
Si vous disposez d'ouvrages ou d'articles de référence ou si vous connaissez des sites web de qualité traitant du thème abordé ici, merci de compléter l'article en donnant les références utiles à sa vérifiabilité et en les liant à la section « Notes et références ».
Pour les articles homonymes, voir OO.
Cette page contient des caractères spéciaux ou non latins. S’ils s’affichent mal (▯, ?, etc.), consultez la page d’aide Unicode.
Ꝏ̈ (minuscule ꝏ) est une voyelle et un graphème utilisé en vieux norrois au Moyen Âge. Elle est composée d’un o dans l’o diacrité d’un tréma.

## Utilisation
Au Moyen Âge, le o dans l’o tréma ‹ ꝏ̈ › est utilisé en vieux norrois pour représenter le /ø/ long, le o dans l’o ‹ ꝏ › représentant un long /o/ et le tréma représentant l’Umlaut.

## Représentations informatiques
L’o dans l’o tréma peut être représenté avec les caractères Unicode (latin étendu D, diacritiques) suivants :
| Formes    | Représentations | Chaînes de caractères | Points de code | Descriptions                                 |
| --------- | --------------- | --------------------- | -------------- | -------------------------------------------- |
| capitale  | Ꝏ̈               | Ꝏ◌̈                    | U+A74E U+0308  | lettre majuscule latine oo diacritique tréma |
| minuscule | ꝏ̈               | ꝏ◌̈                    | U+A74F U+0308  | lettre minuscule latine oo diacritique tréma |

## Sources
- (en) MUFI character recommendation : Characters in the official Unicode Standard and in the Private Use Area for Medieval texts written in the Latin alphabet (no MUFI 4.0), 2015 (lire en ligne), Part 2: Code chart order